# Geschichte Naurus
Die Geschichte Naurus umfasst die Entwicklungen auf dem Gebiet der Republik Nauru von der Urgeschichte bis zur Gegenwart. Die Republik Nauru im Westpazifik gehört als Insel zu den kleinsten Staaten der Welt. Die Insel, die den Europäern erst seit rund zweihundert Jahren bekannt ist, hat jedoch eine wechselvolle Geschichte durchlebt: Zunächst im Besitz wechselnder Kolonialmächte, stieg der Inselstaat nach Erlangung der Unabhängigkeit 1968 dank seiner umfangreichen Phosphatvorkommen zu einem der reichsten Staaten der Welt auf. Heute jedoch hat Nauru starke finanzielle Probleme und gilt als Entwicklungsland.

## Frühgeschichte
Die Herkunft des nauruischen Volkes ist bis heute nicht endgültig geklärt. Sie kann möglicherweise aus der letzten malayo-pazifischen Völkerwanderung (etwa um 1200 v. Chr.) erklärt werden, als wahrscheinlich polynesische und melanesische Seefahrer oder Schiffbrüchige von Neuguinea aus die Insel besiedelten; eine Urbevölkerung gab es nicht, obgleich die erste Ethnie auf Nauru wohl Mikronesier waren, wobei die Mikronesier im Westpazifik mit den Melanesiern teilweise vermischt sind.
Als erste Europäer, die Nauru erreichten, gelten die Seefahrer an Bord des Handelsschiffes Hunter unter dem britischen Kapitän John Fearn, die am 8. November 1798 ankamen. Weil die Einwohner sie freundlich begrüßten und sie mit Kokosnüssen und Früchten beschenkten, gaben sie ihr den Namen Pleasure Island. Diesen Namen behielt sie für die nächsten neunzig Jahre, in welchen Großbritannien die Insel in Besitz hatte. Im 19. Jahrhundert war Nauru ein berüchtigter Stützpunkt ausländischer See- und Strandpiraten.
In Nauru lebten damals zwölf Stämme: die Deiboe, Eamwidamit, Eamwidara, Eamwit, Eamgum, Eano, Emeo, Eoraru, Irutsi, Iruwa, Iwi und Ranibok. Jeder dieser Stämme hatte seine eigene Abstammungsgeschichte. Vor 1888 gab es auch kein gemeinsames Oberhaupt über alle Stämme. Sie sind heute im zwölfzackigen Stern der Staatsflagge verewigt, ihre Nachkommen leben noch immer auf Nauru, ordnen sich aber nicht mehr dem Stamm, sondern dem Distrikt zu, in dem sie wohnen. Eine Besonderheit ist der Stamm Iruwa, dessen Vorfahren erst in jüngerer Zeit von den Gilbertinseln einwanderten. Weitere Ausnahmen bilden die Stämme Irutsi und Iwi, von denen es keine Nachkommen gibt. Sie sind vermutlich während der Besetzung Naurus durch Japan in Chuuk ausgestorben. Dass dabei ausgerechnet diese zwei Stämme ausstarben, ist Zufall.

## Kolonialzeit

### Vor dem Ersten Weltkrieg

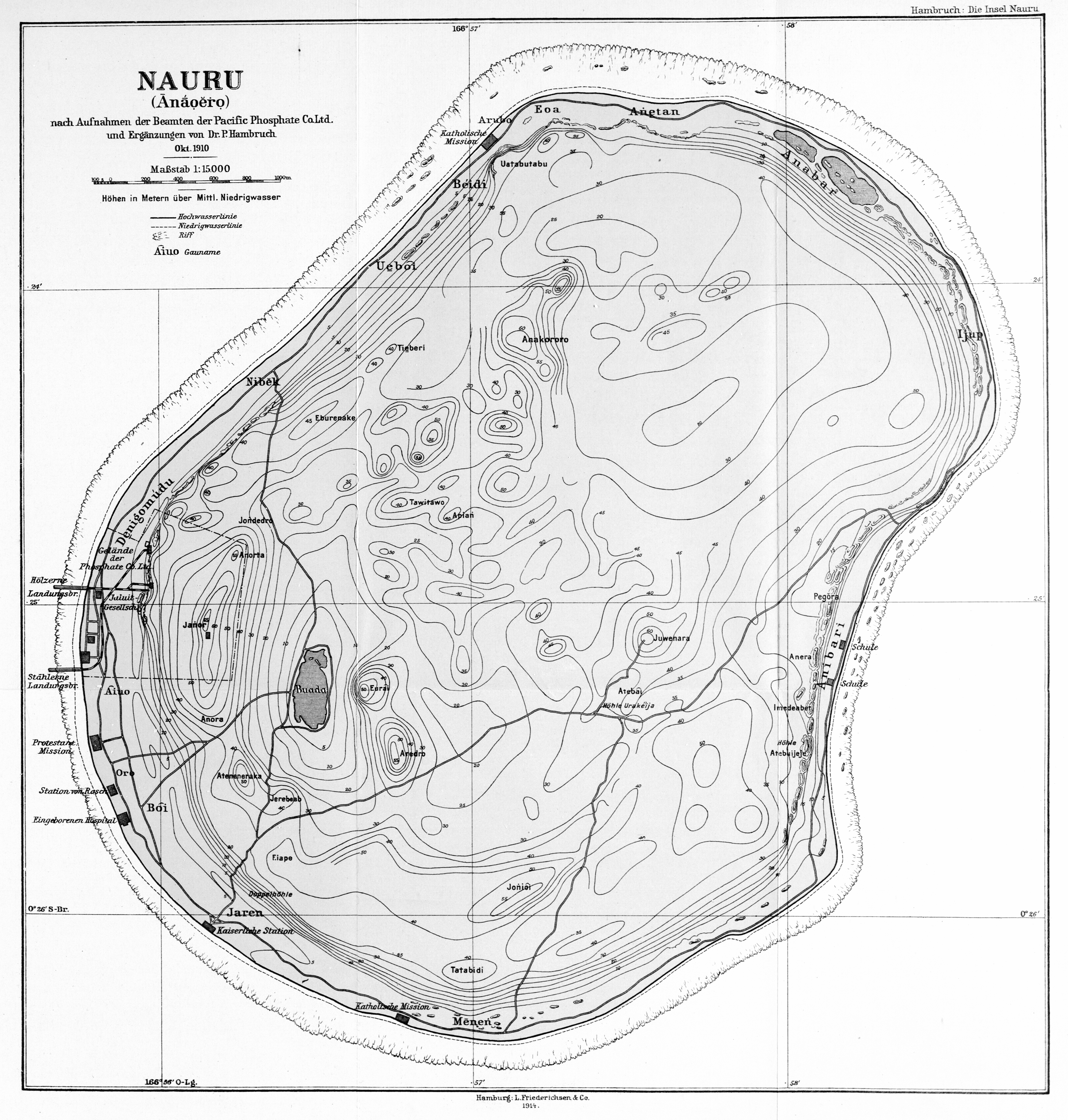
Karte von Nauru (Ānā́ọĕṙọ)
(Oktober 1910)

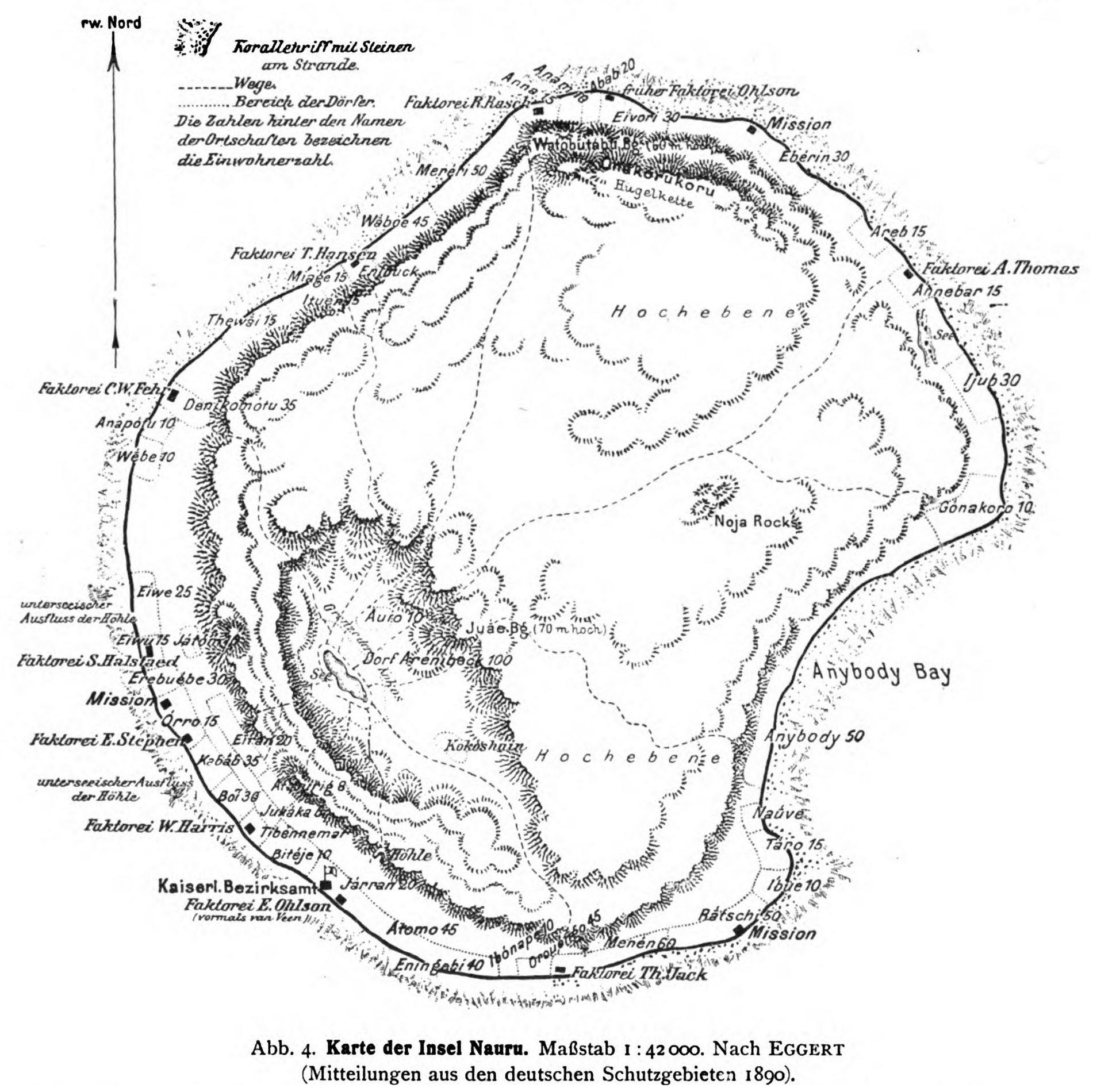
Deutsche Kolonialkarte von Nauru (1890/1914)

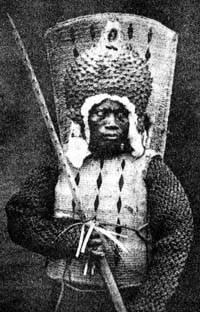
Rüstung eines nauruischen Kriegers im Stammeskrieg

Die ab 1830 einsetzende europäische Einwanderung, vorwiegend durch britische Emigranten, blieb nicht ohne Folgen für die einheimische Bevölkerung: Bis dahin unbekannte Krankheiten wie Masern und Influenza brachten vielen Nauruern den Tod. 1878 kam es außerdem zum nauruischen Stammeskrieg, bei dem es mehrfach zu kriegerischen Auseinandersetzungen verfeindeter Clans kam. Dieser Krieg reduzierte die damalige Bevölkerung um ein Drittel.

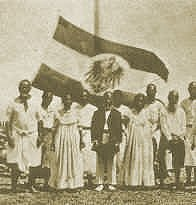
Deutsche Annexionszeremonie in Nauru; in der Mitte König Auweyida

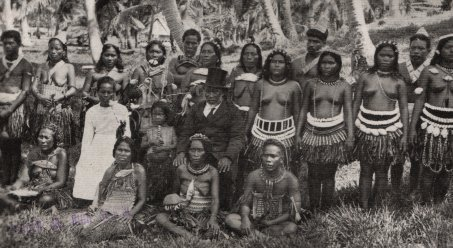
Auweyida und Eigamoiya inmitten ihrer Untertanen

Im April 1886 unterzeichneten das Deutsche Reich und Großbritannien in Berlin zwei Abkommen, die die Aufteilung der Interessensphären im Westpazifik regelten und wechselseitigen Freihandel garantierten. Nach diesen Abkommen gehörte Nauru zum Interessengebiet Deutschlands. Daraufhin wurde Nauru am 16. April 1888 von Truppen des Deutschen Reiches besetzt, die den Stammeskrieg beendeten und am 2. Oktober 1888 zum deutschen Protektorat der Marshallinseln annektiert. Die Flaggenhissung erfolgte durch den Kommandanten in Vertretung des Schiffes Eber Leutnant zur See Emsmann. Deutschland erwarb Nauru vor allem aus strategischen Gründen, um seinen Kolonialbesitz im Pazifik zu festigen. Die Eroberung wurde von der Jaluit-Gesellschaft mitfinanziert, der im Gegenzug weitreichende ökonomische Vorrechte eingeräumt wurden, darunter auch das Monopol der Guanogewinnung auf Nauru und den Marshallinseln. Bis zur Entdeckung der Phosphatvorkommen blieb dies jedoch bedeutungslos. Sie übernahm bis 1906 auch die Verwaltung der Insel. Der deutsche Kommissar setzte als Vertreter des Kaisers den Häuptling von Boe, Auweyida, und dessen Gemahlin Eigamoiya als Inselregenten (König) ein.
Am 14. Juli 1908 wurde ein deutsches Postamt eröffnet. Es verwendete ausschließlich Briefmarken von den Marshallinseln. Diese wurden in Jaluit (Marshallinseln) bis zum 29. September 1914 (Tag der Besetzung durch japanische Truppen) benutzt, auf Nauru bis zum 6. November 1914 (Tag der Besetzung durch australische Truppen).
1900 wurden auf Nauru fluorhaltige Phosphatvorkommen (etwa 1,9 % Fluor) entdeckt und auf etwa 42 Millionen Tonnen geschätzt, wobei diese Schätzung wohl weit untertrieben war. Entstanden durch Ablagerung von Guano (Vogelkot) fand es sich in Form von dünnen, harten und spröden Rinden auf dem Dolomit der Korallen, aber auch auf gewöhnlichem Phosphat und wurde unter der Bezeichnung „Nauruit“ als Dünger in alle Welt exportiert. Später wurde das Nauruit als eine Varietät dem Gestein Phosphorit zugeordnet. Das Nauruit ist heute fast vollständig abgebaut und es gibt nur noch geringe Vorkommen.
1905 wurde in deutsch-britischer Zusammenarbeit die Pacific Phosphate Company gegründet, die seit 1906 mit den Abbau der Phosphatvorkommen kontrollierte. Hierfür wurden ausländische Arbeiter aus China und den Gilbertinseln angeworben.
1907 fanden die ersten Phosphatverschiffungen statt. Die Pacific Phosphate Company baute neben den Anlagen für den Phosphatabbau auch ein Krankenhaus, eine Kanalisationsanlage, eine Kondensationsanlage zur Süßwassergewinnung in Trockenzeiten und eine Sodawasserfabrik sowie auch Eismaschinen und Kühlräume; auch elektrisches Licht konnte erzeugt werden. Außerdem wurden breite, wohlgepflegte Wege angelegt, die die sauber gehaltenen Siedlungen verbanden. 1913 wurden 46 Schiffe abgefertigt, die insgesamt 138.725 Tonnen Phosphat geladen hatten.
Die protestantische Mission Boston sandte 1899 als Unterstützung für den seit 1887 tätigen gilbertinischen Missionar den Deutschamerikaner Philip Delaporte nach Nauru; ab 1908 wurden einige evangelische Missionarstellen zur Christianisierung der Insel errichtet, sodass Deutsch die Schulsprache wurde; auch die katholische Kirche gründete 1902 ihre erste Missionarstation in Nauru. Die bis dahin gestattete Vielehe wurde durch die christliche Ehe ersetzt. Um 1920 wurden erstmals Spuren von Totemismus nachgewiesen. Von den ursprünglich 168 Dörfern existierten damals noch 110.
Im November 1912 begann die deutsche Firma Telefunken mit der Errichtung einer Funkstation auf Nauru. Die Bauarbeiten wurden durch Unfälle und Unwetter behindert. Ein Lastauto fiel beim Transport vom Schiff an Land zweimal ins Wasser, da das eine Mal die Krankette brach und das andere Mal der Haken des Schiffskrans entzweisprang. Die Insulaner Naurus wurden durch die deutsche Verwaltung zum Teil unter Strafandrohung zur Arbeit an der Funkstation gedrängt. Am 1. Dezember 1913 wurde die Station, parallel mit einer ähnlichen Anlage auf den Yap-Inseln, eröffnet. Sie war mit einer schirmförmigen Antenne ausgerüstet, die von einem 120 Meter hohen eisernen Gitterturm getragen wurde. Die Reichweite betrug etwa 3400 Kilometer bis Yap. Für den Verkehr mit Schiffen im Nahbereich bestanden Zusatzstationen mit T-förmigen Luftleitern.

### Nauru während des Ersten Weltkrieges

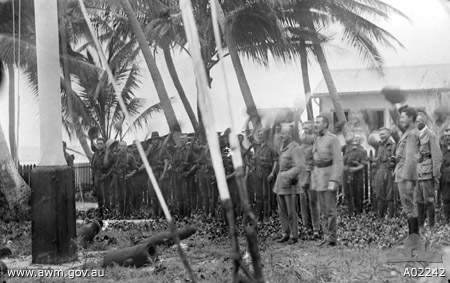
Hissung der britischen Fahne auf Nauru, 1914

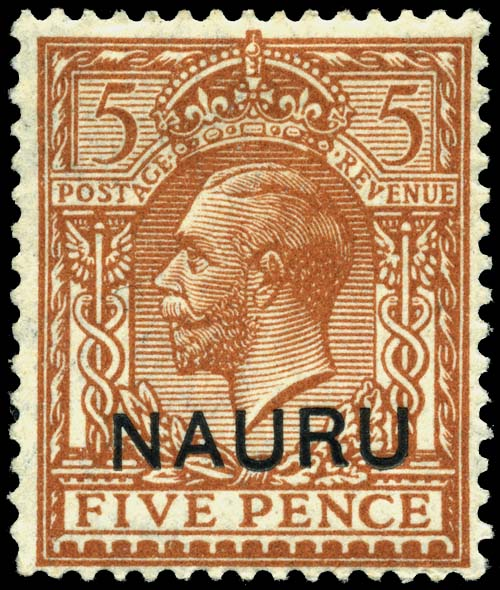
Provisorische britische Briefmarke mit dem Porträt von König Georg V. aus dem Jahr 1916

Zu Beginn des Ersten Weltkrieges wurde Nauru wie die anderen deutschen Kolonien im Pazifik kampflos aufgegeben und Nauru von australischen Truppen erst am 6. November 1914 besetzt; Australien verwaltete Nauru nach dem Krieg ab dem 17. Dezember 1920 im Auftrag Großbritanniens und Neuseelands als Mandatsgebiet und sicherte sich die Rechte am Abbau der 1900 entdeckten Phosphatvorkommen. Die Pacific Phosphate Company wurde in British Phosphate Corporation umbenannt. Deutsches Recht blieb bis zum 23. September 1922 in Kraft und wurde dann durch Gesetze des Australischen Bundes, des Bundesstaates Queensland und Britisch-Neuguineas ersetzt. 1927 wurde mit dem „Rat der Stammeshäuptlinge“ die erste nauruische politische Instanz gebildet.
1919 wurde der Angam Day verkündet, der Tag, an dem die nauruische Bevölkerung 1500 Personen umfasst hatte. Es wurde verkündet, dass mindestens 1500 Nauruer leben müssten, um die nauruische Bevölkerung von der Angst des Aussterbens zu befreien. 1932 wurde der Angam Day gefeiert.

### Nauru während des Zweiten Weltkrieges

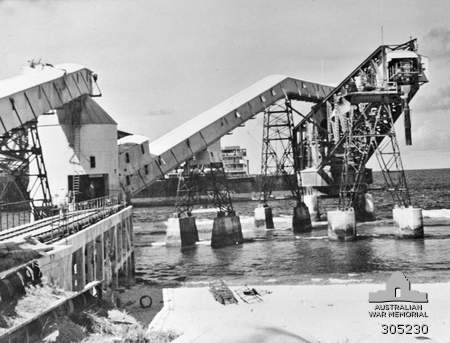
Abbildung der zerschossenen Verladestation am 27. Dezember 1940

Im Zweiten Weltkrieg wurde Nauru am 27. Dezember 1940 von einem deutschen Kriegsschiff, dem Hilfskreuzer Komet beschossen; die Phosphatförderanlagen waren darauf für 10 Wochen lahmgelegt. Bereits vom 6. bis 8. Dezember hatten die Hilfskreuzer Orion und die Komet Phosphat-Transportschiffe vor Nauru versenkt. Die Angriffe auf Nauru führten zu einer Verknappung der Düngemittel in Australien und Neuseeland mit der Folge von Ernteausfällen. Ferner wurden anschließend Handelsschiffe durch Kriegsschiffe eskortiert, Patrouillen durchgeführt und eine kleine Garnison stationiert. Diese Angriffe gelten als der größte Erfolg der im Pazifischen Ozean operierenden deutschen Hilfskreuzer während des Zweiten Weltkriegs.
Am 8. Dezember 1941 kam die Nachricht über den japanischen Angriff auf Pearl Harbor an. Während der vorangegangenen Woche bombardierte ein japanisches Flugzeug die Telegrammstation der Insel. Man hörte in Nauru, dass die Japaner schneller vorankämen als erwartet, auf Grund ihrer Besetzung der benachbarten Gilbertinseln. Viele ausländische Bewohner Naurus begannen, sich unsicher zu fühlen.
Die Britische Phosphatgesellschaft entschied, es wäre das Beste, die Insel zu evakuieren. Das französische Kampfschiff Le Triomphant fuhr von den Neuen Hebriden nach Nauru und nahm 61 Europäer, 391 Chinesen und 49 Mitglieder der Militärgarnison an Bord. Die übrigen 191 Europäer blieben zurück in der Hoffnung, später ebenfalls evakuiert zu werden.
Am 26. August 1942 landeten 300 Soldaten der Armee des mit dem Deutschen Reich verbündeten japanischen Kaiserreiches im Rahmen der Operation RY auf Nauru. Sie nahmen umgehend die verbliebenen Europäer fest. Die etwa 1850 gebürtigen Nauruer mussten Hilfsdienste für die Invasoren leisten. Eine Anzahl Artilleriestellungen wurde an der Küste errichtet, dazu viele Bunker entlang der Küste und an strategisch wichtigen Punkten im Inselinneren sowie ein unterirdisches Krankenhaus.
Später begannen etwa 1500 japanische und koreanische Arbeiter mit der Errichtung eines Flugplatzes. Weitere 275 Nauruer und Kiribatier wurden hierfür zur Zwangsarbeit herangezogen. Die Start- und Landebahn des Flugplatzes wurde im Januar 1943 fertiggestellt und in Betrieb genommen. Dieser Flugplatz ist heute der Flughafen Nauru.

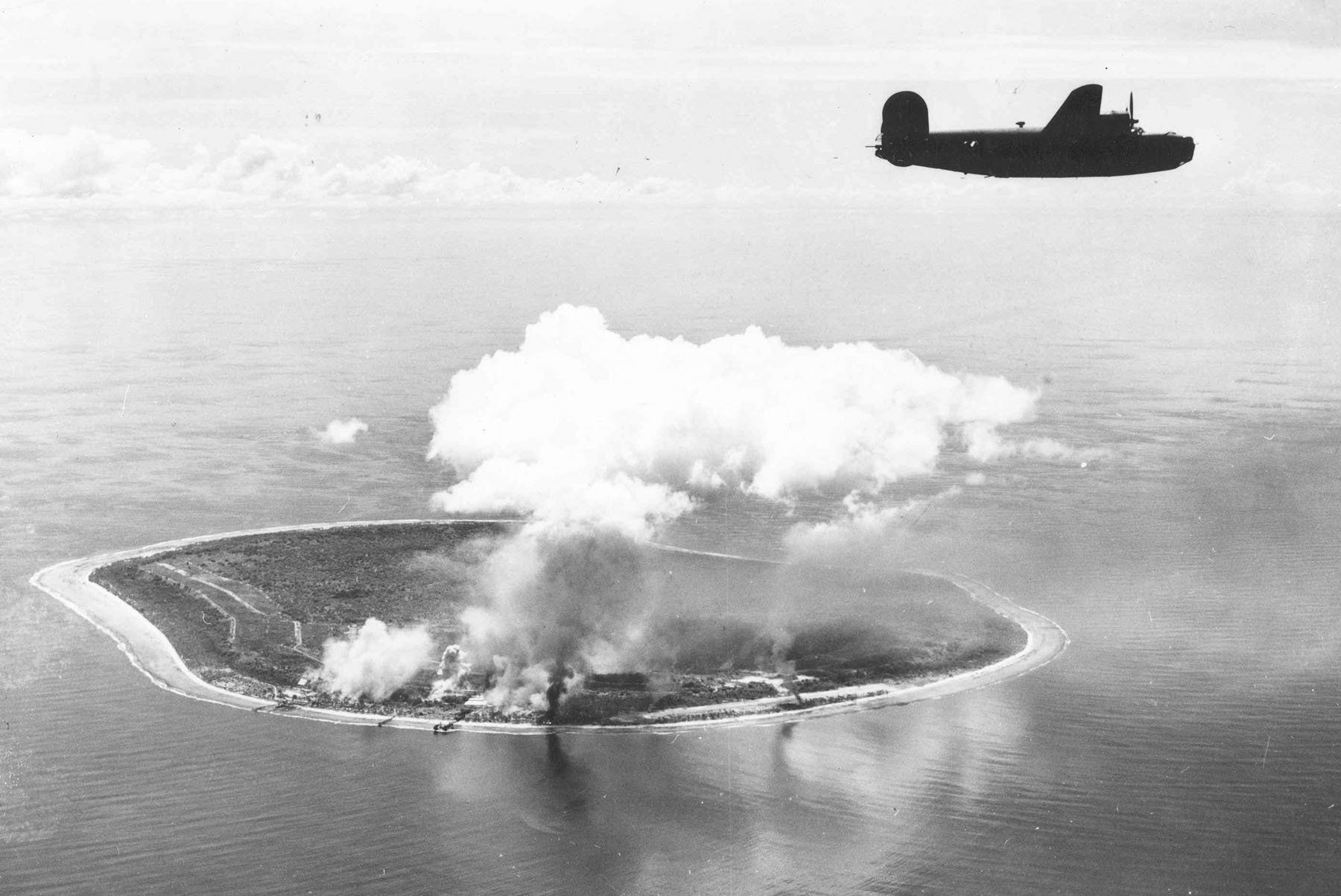
Nauru unter Beschuss der USAAF

Während Experten aus Japan versuchten, den Phosphatabbau wiederaufzunehmen, bombardierten amerikanische Flugzeuge Nauru am 25. März 1943, wodurch 15 japanische Flugzeuge zerstört und der Flugplatz beschädigt wurden. Die Japaner exekutierten daraufhin fünf britische Gefangene. Der Versuch der Wiederaufnahme des Phosphatabbaus und -exports war erfolglos, Nauru blieb jedoch ein wichtiger Standort im japanischen Verteidigungssystem im Pazifik, weshalb die US-Luftwaffe ihre Bombenangriffe verstärkte. Eine Dürreperiode in den Jahren 1943 und 1944 führte zu einer Verknappung von Lebensmitteln. Dies war möglicherweise ein Grund dafür, dass die Japaner 1200 Nauruer und zwei Missionare (darunter der Elsässer Alois Kayser) in Arbeitslager nach Truk und auf anderen Inseln der Karolinen deportierten, wo sie Zwangsarbeit leisten mussten.
Die Zustände auf Nauru waren hart. Torpedierte Versorgungsschiffe und anhaltende Luftangriffe machten das Überleben von Erwerbsmitteln abhängig. Bis zum Ende des Kriegs verhungerten etwa 300 Japaner; viele griffen zum Kannibalismus, um zu überleben. Niedrige Moral und die Isolation dämpfte die Gemüter der Japaner. Die japanische Auslieferungserklärung Naurus geschah am 13. September 1945 an Bord des australischen Kriegsschiffs HMAS Dimantina. 3745 Japaner und Koreaner kehrten in ihre Heimat zurück; einige Japaner wurden wegen Exekution europäischer und nauruischer Gefangener vor ein Kriegsverbrechertribunal gestellt. Im Januar 1946 kehrten lediglich 737 Nauruer aus den Arbeitslagern in Truk zurück. Mehr als ein Drittel sind an Unterernährung und bakteriellen Krankheiten gestorben. Dieser zwangsweise starke Bevölkerungsrückgang machte 1949 einen weiteren Angam Day möglich.

## Nauru seit der Unabhängigkeit

### Phase des Reichtums
Nach dem Zweiten Weltkrieg fiel Nauru wieder an Australien zurück; 1947 genehmigte die UNO Australien die Kontrolle über die Insel als UN-Treuhandgebiet, welche von Großbritannien, Australien und Neuseeland verwaltet wurde.

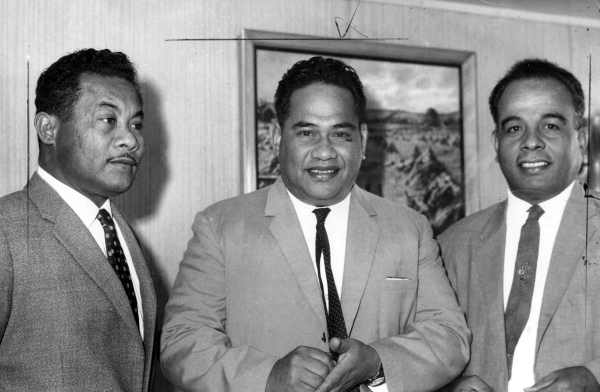
Raymond Gadabu (links) und Hammer DeRoburt (Mitte)

1951 übernahm Hammer DeRoburt den Vorsitz des Lokalen Regierungsrats, einer verwestlichten Form des früheren „Rates der Stammeshäuptlinge“. Er hatte in den 1930er Jahren als einer der ersten Nauruer eine australische Schule, das Geelong Technical College im australischen Bundesstaat Victoria, besucht und wurde nach seiner Rückkehr nach Nauru von den Japanern deportiert. Dieses Erlebnis prägte ihn stark und weckte in ihm den Wunsch, für die Unabhängigkeit Naurus zu kämpfen. 1955 begann er als Chefunterhändler die Verhandlungen mit der Königlichen Phosphatgesellschaft und der Kolonialmacht Australien. Aufgrund seiner australischen Schulbildung wurde er zum bevorzugten Gesprächspartner der australischen Verwalter.
1966 war die allmähliche Zerstörung und Unnutzbarkeit der Insel bereits ersichtlich. Australien hatte darauf Nauru eine der Queensland vorgelagerten Inseln angeboten. Doch das nauruische Wahlvolk hatte bei der entsprechenden Volksabstimmung sich für die von DeRoburt empfohlene Unabhängigkeit entschieden; Nauru wurde ein hohes Maß an innerer Autonomie zugestanden, wodurch die Gründung des Nauru Local Government Council, des Vorläufers des heutigen nauruischen Parlaments, ermöglicht wurde. 1967 erklärte Australien den Nauru Independent Act, der die Beendigung des UN-Treuhandgebiet-Statutes in Kürze ankündigte. Auf den 31. Januar 1968 hin erhielt Nauru von der UNO und Australien die politische Unabhängigkeit und völkerrechtliche Souveränität als Republik zugesprochen. Das aktive und passive Frauenwahlrecht wurde am 3. Januar 1968 eingeführt. Erster Präsident wurde DeRoburt. Er blieb für lange Zeit Präsident, wurde dann aber vom jungen Bernard Dowiyogo abgelöst. Dowiyogo machte sich international bemerkbar, indem er die Atomversuche Frankreichs scharf kritisierte.
Vom Phosphatabbau profitieren konnte Nauru selber erst seit 1970, als die Nauruische Phosphatgesellschaft gegründet wurde und die British Phosphate Corporation übernahm. Durch die Erträge aus dem Abbau konnte die Infrastruktur mit modernsten Technologien ausgestattet werden; ein Straßensystem, welches eine Insel umrundende Asphaltstraße und eine Straße nach Buada und um die Buada-Lagune beinhaltete, sowie zwei australische Elektrizitätshäuser in Aiwo wurden errichtet. Nauru wurde zum zweitreichsten Staat der Welt hinter Saudi-Arabien (nach dem BIP pro Kopf). Täglich wurde mit mechanischen Greifern das Phosphat vom Kalkboden abgetragen und über Transportbänder und eine Schmalspurbahn auf die vor dem Riff ankernden Schiffe in Aiwo verladen, jährlich etwa 2 Millionen Tonnen. Übrig ist eine öde, unbewohnbare Mondlandschaft aus Korallenresten und Geröll sowie ein 150 bis 300 Meter breiter bewohnbarer Küstenstreifen geblieben. Der australische Bund hat Nauru wiederholt an das Angebot jener Insel vor Queensland erinnert, bislang hat die Regierung aber abgelehnt; damit wäre auch der erneute Verlust der politischen Unabhängigkeit verbunden.
Nauru verklagte Australien beim Internationalen Gerichtshof (IGH) wegen der Ausbeutung des Phosphats vor der Unabhängigkeit. Am 9. August 1993 sagte Australien 107 Millionen Dollar zur Renaturierung Naurus zu. Das Renaturierungsprogramm enthielt unter anderem die Auffüllung der Korallenruinen, die nach dem Phosphatabbau übrig geblieben waren, mit importiertem Humus. Zum Teil wachsen auch schon wieder viele Pflanzen aus der Korallenlandschaft, aber wegen der doch großen Fläche wurde das Vorhaben wieder aufgegeben und das Geld wurde für die weitere Modernisierung der Infrastruktur verwendet. Nauru verzichtete damals im Gegenzug darauf, seine Klage gegen Australien beim Internationalen Gerichtshof (IGH) weiterzuverfolgen.
Am 9. Oktober 1997 schloss die Regierung einen Vertrag mit dem Internationalen Diabetesinstitut (IDI) über ein Langzeitprojekt zur Diabetesforschung ab. Der Vertrag beinhaltet, dass sich Nauruer für einen Zeitraum von 20 Jahren für genetische Untersuchungen zur Verfügung stellen und dass der Staat an wirtschaftlich verwertbaren Ergebnissen der Studie beteiligt würde. Am 1. Mai 1999 wurde die Republik Nauru Vollmitglied beim Commonwealth, am folgenden 14. September wurde sie Vollmitglied der UNO.

### Korruption und Finanzkrise
Im Januar 2000 stellten die Deutsche Bank und Bankers Trust, die weltweit Geld transferieren, sämtliche US-Dollar-Zahlungen an die nauruische Zentralbank (Bank of Nauru) ein. Auch die G8 erwogen Sanktionen gegen die Steueroase wegen Geldwäsche der russischen Mafia und südamerikanischer Drogenkartelle. Nauru hatte sich Ende der 1990er Jahre zu einem Paradies für internationale Drogenhändler und Geldwäsche entwickelt. Wie das amerikanische Außenministerium Anfang März 2000 in seinem Jahresbericht zur Kontrolle des Drogenhandels feststellte, nutzen vor allem Mitglieder der russischen Mafia Nauru zum Waschen von Geld aus dem Drogenhandel. Nach Angaben der russischen Zentralbank sind im Jahr 1999 rund 80 Milliarden US-Dollar durch Banken in Nauru, meist Briefkastenfirmen, geflossen. Der Inselstaat hatte sich als Steuer- und Finanzparadies etabliert und wurde nur noch von den britischen Kaimaninseln übertroffen, was die Zahl der Finanzinstitutionen pro Kopf der Bevölkerung angeht. Doch während es auf den Kaimaninseln regulatorische Mechanismen zur Eindämmung des illegalen Geldflusses gab, fehlte auf Nauru jegliche Kontrolle. Die Vereinigten Staaten von Amerika verlangten deshalb von Nauru die Einführung eines Anti-Geldwäsche-Gesetzes nach internationalem Standard. Auf weiteren Druck der UNO ließ Nauru die Geldwäscherei unterbinden, auch wenn sie für Nauru eine lohnende Einnahmequelle war. Am 19. April 2002 veröffentlichte die OECD eine neue schwarze Liste der Staaten, die schädliche Steuerpraktiken dulden; mitaufgeführt auf dieser Liste ist auch Nauru. Seit Mai 2004 steht Nauru nicht mehr auf dieser Liste. Auf der Schwarzen Liste unkooperativer Staaten in Bezug auf Geldwäscherei der FATF war Nauru jedoch noch bis 2005 eingetragen. Im September 2004 wurden neue Gesetze gutgeheißen, um von der Liste gestrichen zu werden.
Seit dem Tod DeRoburts bis in die Gegenwart ist die politische Situation sehr instabil: Viele Misstrauensvoten und häufig wechselnde Präsidenten sowie unterschiedlichste Ansichten im Parlament bezüglich der Verwendung des großen Reichtums ließen die finanzielle Lage außer Kontrolle geraten. Die Situation spitzte sich zusätzlich zu, als das Phosphat zur Neige ging: Zwischen 1999 und 2003 gab es eine Serie von Misstrauensvoten und Wahlen, nach denen René Harris und Bernard Dowiyogo das Land für verschiedene Perioden führten. Dowiyogo starb während seiner Amtszeit am 10. März 2003 in Washington D. C. an Diabetes mellitus; sein Nachfolger Derog Gioura erlitt einen Herzinfarkt. Ludwig Scotty wurde am 29. Mai 2003 als neuer Präsident gewählt, und es schien damals durchaus möglich, dass die Jahre der politischen Instabilität zu Ende gingen. Indes gab es im August 2003 eine erneute Misstrauens-Abstimmung. Harris gewann an Unterstützung zurück und wurde wieder zum Präsidenten gewählt. Am 22. Juni 2004 erlangte Scotty die Präsidentschaft wieder, nachdem Harris durch ein erneutes Misstrauensvotum abgesetzt wurde. Kinza Clodumar, einer der Minister unter Harris, stimmte dabei gegen Harris und bewirkte dadurch dessen Abwahl. Clodumars Begründung für den Seitenwechsel war, dass er die von Harris angedrohte Auflösung des Parlaments abwenden wollte. Er wurde von Scotty als Zeichen der Anerkennung zum Finanzminister wiederernannt.
2001 richtete die Regierung unter Harris das Nauru Detention Centre ein, um nach dem Ende des Phosphatabbaus dem wirtschaftlichen Kollaps entgegenzuwirken. Die australische Regierung unter John Howard ließ hier Flüchtlinge festhalten und bezahlte Nauru dafür sehr großzügig. Jedoch führte dieser Umstand zu heftigen Protesten seitens der Opposition und der Bevölkerung: Demonstranten brannten 2003 das State House, die Residenz Harris’, nieder. Am 23. April 2004 gab es Demonstrationen auf dem Flughafen, als Harris zu Verhandlungen nach China fliegen wollte. Bei diesen Protesten waren auch einige Parlamentarier der Oppositionspartei Naoero Amo zugegen, die dafür mit 14 Jahren Haft bestraft wurden. Diese Haftstrafen wurden mit dem Amtsantritt Scottys widerrufen. Im Mai 2004 starteten einige australische Menschenrechtsaktivisten die Flotilla of Hope, eine Segelreise zweier australischer Yachten von Sydney nach Nauru, um friedlich gegen das australische Flüchtlingslager in Nauru zu protestieren.

Die neue Regierung unter Scotty befindet sich in einem Dilemma: Sie setzte sich zum Ziel, das Flüchtlingslager zu schließen, jedoch warnte Harris kurz nach seiner Abwahl vor diesem Schritt, da sonst keine Einnahmen mehr bestünden. Die Wirtschaft wäre dann am Boden, der Staat bankrott. Harris, der Parlamentsmitglied blieb, forderte vorgezogene Neuwahlen des Parlaments, denn damals reichte ein unsicherer Parlamentarier, um die ganze Situation wieder umzukehren. Im Juni 2004 wurden drei australische Berater nach Nauru entsandt, um die neue Regierung bei der Erstellung eines neuen Staatsbudgets zu unterstützen.

### Reform und Rehabilitation
Im August 2004 wurde eine australische Studie veröffentlicht, die besagt, Nauru habe zwei Möglichkeiten: es könne „ein von Armut und Krankheit geplagter Bettler und Aussätziger im Pazifik werden oder sich für ein gesundes und bescheidenes Leben entscheiden“. Das ist so zu interpretieren, dass Nauru die Souveränität als Republik aufgeben und Teil Australiens, Neuseelands oder Fidschis werden solle. Die Studienverfasserin Helen Hughes befand Nauru indes für erledigt, wenn nicht drastische strukturelle Änderungen auf den Weg gebracht werden, die entscheidend sind, um den wirtschaftlichen Niedergang abzuwenden und wieder politische Stabilität herzustellen.

Derweil erklärten sich beim Pacific Islands Forum die Nachbarstaaten bereit, Nauru in der schwersten Krise seiner Geschichte finanziell zu unterstützen. Im September 2004 wurde aus Bodenuntersuchungen entdeckt, dass noch weit mehr Phosphat im Abbaugebiet vorhanden wäre als bisher angenommen; weitere Tests wurden durch den damaligen UNO-Botschafter Vinci Clodumar veranlasst.
Am 1. Oktober 2004 rief Scotty den nationalen Notstand auf Grund ökonomischer Krisen aus und löste zugleich das Parlament auf; er setzte die Neuwahlen auf den folgenden 23. Oktober. Zudem suspendierte er Parlamentssprecher Russell Kun von seinem Amt, um weitere parlamentarische Handlungen bis zu den Neuwahlen zu unterbinden. Scotty und seine liberal-reformistische Gefolgschaft gewannen die Parlamentswahlen deutlich und erreichten eine historische Mehrheit von 16 zu 2. Nauru ist nun auf gutem Weg, die seit Jahren anhaltende politische Instabilität zu überwinden und somit auch die wirtschaftliche Krise zu überstehen. Im Dezember 2004 wurde erstmals seit Monaten wieder eine größere Menge Phosphat exportiert; die Schiffslieferung nach Südkorea betrug etwa 10.000 Tonnen.
Ende Januar 2005 kündigte der australische Wissenschaftsminister Brendan Nelson an, dass Australien seinen Atommüll außerhalb seines Staatsgebiets endlagern würde. Dabei hielt man Nauru für einen sehr geeigneten Standort für die Errichtung eines Endlagers. Per 15. Juni 2005 trat Nauru der Internationale Walfangkommission (IWC) bei; womöglich wurde Nauru von Japan, das als große Walfängernation gilt, mit finanzieller Hilfe zum Beitritt gelockt, um es bei der Abstimmung über Wiederaufnahme des kommerziellen Walfangs, welche am 20. Juni 2005 im südkoreanischen Ulsan stattfand, zu unterstützen; die Walfangbefürworter unterlagen jedoch in der Abstimmung. Der Beitritt Naurus zur IWC löste in Australien Kontroversen aus, worauf die australische Regierung mit diplomatischen Konsequenzen drohte; der nauruische IWC-Abgesandte Marcus Stephen dementierte jedoch die Vorwürfe Australiens.
Nachdem seit 2004 nochmals Verschärfungen des Antigeldwäschegesetzes vorgenommen wurde, wodurch alle in Nauru eingetragenen Banken, welche als Briefkastenfirmen bestanden, annulliert worden waren, ist Nauru im Oktober 2005 von der Schwarzen Liste unkooperativer Staaten in Bezug auf Geldwäscherei der FATF gestrichen worden. Während eines Treffens der Mitgliedsstaaten des Pacific Islands Forum ließen Scotty und Außenminister David Adeang verkünden, das im September 2004 entdeckte übrige Phosphat würde Naurus Exportrate innert sechs Monaten um 300 Prozent steigern; zudem wurde eine National Development Strategy (nationale Entwicklungsstrategie) mit Unterstützung des Pacific Islands Forum ausgearbeitet.
Im Dezember 2005 hatte die amerikanische Bank Export-Import Bank of the United States als Besitzerin des einzigen Flugzeugs der Air Nauru jenes zurückverlangt. Die Volksrepublik China hatte ihr Versprechen, die Schulden der nauruischen Fluggesellschaft nach dem Abbruch der Beziehungen zu Taiwan zu übernehmen, nicht eingelöst. Daraufhin wurde der Flugbetrieb zunächst eingestellt, im September 2006 jedoch mit taiwanischer Hilfe wiederaufgenommen, nachdem Nauru die 2002 abgebrochenen Beziehungen zu Taiwan wiederaufgenommen hatte. Die in Our Airline umbenannte Fluggesellschaft fliegt mit einer geleasten Boeing 737 von Brisbane aus neben Nauru auch Honiara, Tarawa und Majuro an.
Nach der ersten regulären Legislaturperiode ohne Misstrauensvoten seit langem und ohne größere politischen Unruhen zog Scotty im Juli 2007 die für Oktober angesetzten Wahlen um zwei Monate vor. Im September 2007 kündigte Industrieminister Pitcher an, die von der reformistischen Regierung neu ausgearbeiteten Rehabilitations- und Renaturierungsprogramme per Ende Jahr starten zu wollen. Die allmähliche Rückwandlung Naurus von der Mondlandschaft zur tropischen Insel soll bis zu 20 Jahre dauern.
Am 25. August 2007 wählte das nauruische Volk ein neues Parlament; erste zuverlässige Resultate werden Anfang September erwartet. Trotz der teils unpopulären Reformpolitik Scottys gewann Scotty die Wahlen deutlich und gewann 15 der 18 Sitze. Am 28. August wurde er vom neugewählten Parlament im Amt bestätigt. Die auf drei Parlamentarier geschrumpfte Opposition um Ex-Präsident René Harris nominierte zuerst Scottys Vize David Adeang für das Amt, welcher mit der Begründung, es sei kein Spiel, ablehnte; daraufhin nominierte die Opposition Marcus Stephen, während Adeang Scotty nominierte. Scotty gewann die Wahl schließlich deutlich mit 14 zu 3 Stimmen. Scotty nominierte daraufhin sein gewohntes Ministerkabinett vor der Wahl, mit Adeang als Außenminister. Nach der Wahl wurde Kritik laut, dass einige gewählte Parlamentarier sich direkt oder indirekt Stimmen erkauften mittels eines taiwanischen Geldfonds. Die Wahlbeobachter des Pacific Islands Forum beurteilten die Wahlen jedoch als „glaubwürdig und unbedenklich“.

### Neue Krise 2007–2008
Am 10. November 2007 kam es zu einer Krise innerhalb der Regierung. Drei Minister der Scotty-Regierung (Gesundheitsminister Kieren Keke, Industrieminister Frederick Pitcher und Justizminister Roland Kun) traten zurück nach einem Zerwürfnis mit Außenminister David Adeang. Er und Präsident Scotty werden von Unterstützern der drei kritisiert, das Reformprogramm zu untergraben und nicht genügend voranzutreiben. Gemäß neuseeländischen und australischen Medienberichten fand am 13. November ein Misstrauensvotum gegen Scotty mit Keke als Gegenkandidat statt, welches Scotty mit sieben zu acht Stimmen (bei zwei Abwesenden) verlor. Für ein erfolgreiches Misstrauensvotum wären allerdings neun Stimmen nötig gewesen. Keke dementierte am folgenden Tag jene Berichte, dass bereits eine solche Abstimmung im Parlament stattgefunden habe, kündigte allerdings für den 16. November eine solche an und war zuversichtlich, diese zu gewinnen, da Scotty ohne die Stimmen der Opposition um Erzfeind René Harris keine Aussicht auf Erfolg habe.
Schließlich wurde Scotty am 19. Dezember 2007 per Misstrauensvotum von zehn zu sieben Stimmen vom Parlament abgewählt, sein Gegenkandidat Marcus Stephen wurde als neuer Präsident vereidigt und ernannte sein neues Kabinett.
Im November 2007 verlor in Australien die Regierung von John Howard die Parlamentswahlen und Kevin Rudd wurde Premierminister. Der Machtwechsel in Australien bedeutete auch das Ende des Nauru Detention Centre: Im Februar 2008 wurde das Lager State House geschlossen, nachdem die letzten burmesischen und sri-lankischen Flüchtlinge in Australien Asyl erhalten hatten. Das erste, Top Side genannte Flüchtlingslager auf dem Gelände eines alten Sportplatzes war bereits im September 2004 geschlossen worden. Die Schließung der Lager auf Nauru war gleichbedeutend mit dem Ende der Pazifischen Lösung.
Am 18. März 2008 versuchte die abgesetzte Opposition um Scotty und Adeang, ein erneutes Misstrauensvotum zu erzwingen. Da jedoch der amtierende Parlamentssprecher Riddell Akua, welcher eine solche Abstimmung ohne Stimmbeteiligung leitet, umgehend zurücktrat und sich keiner der Opposition für die Übernahme dieses Postens bereit erklärte, kam keine Abstimmung zustande. Am 20. März 2008 nahm nach zahlreichen Nominationsversuchen David Adeang das Amt des Parlamentssprechers überraschend an. Nach fortwährenden Machtkämpfen und Pattsituationen zwischen den Gruppen Adeangs und Stephens rief letzterer am 18. April 2008 den nationalen Ausnahmezustand aus und löste in der Folge das Parlament auf. Bei Neuwahlen am 26. April legte die Regierung um Stephen um drei Sitze zu und verfügt nun über eine solide Mehrheit von zwölf zu sechs Sitzen, wobei der frühere Präsident René Harris seinen Sitz verlor. Stephen wurde als Präsident bestätigt, worauf dieser sein bewährtes Kabinett ernannte und Akua zum Parlamentssprecher wiedergewählt wurde.

### Strafrechtsreform 2016
Am 27. Mai 2016 schaffte Nauru mit dem Crimes Act 2016 gleichzeitig die Todesstrafe, die Einzelhaft, die Verurteilung zur Zwangsarbeit und die strafrechtliche Verfolgung praktizierter Homosexualität ab. Zugleich wurde die Vergewaltigung in der Ehe zur Straftat, der Suizidversuch hingegen für straffrei erklärt.